# インディーズ
インディーズ（indies）は、主にある業種において大手に属さない、独立性の高い状態を指す言葉。インディーズと言う単語自体はインド諸国を指すことがあるため、より正確にインディー（indie）とも呼称される。
一例として、メジャー（大手）に対して中小のものを「マイナー」と称するように、メジャーと資本関係や人的交流などを深く持たず、系列化されていない独立性の高いものなどを称する。
「インディーズ」の語源は「独立した」を意味する英語の「independent」である。英語では「independent」が単数形の語を形容する場合の略称は「indie music」や「indie」のように使われ、複数形の語を形容する場合は「indie labels」または「indies」のように使われる。

## 概要・定義
ある業種や芸術などにおいて寡占が進むと、大衆に有名なものを「メジャー」、その他を「マイナー」や「インディーズ」と区分できるようになる。ただし区分の仕方は観点や状況によって大きく変わるため、一様ではない。
様々な産業や党の中に有名・無名が存在する以上、多くのインディーズに付する共通項は「メジャーに所属しない」ということだけであり、その形態や規模は様々である。そのため、インディーズという用語を明確に定義することは難しいが、一般的にその媒体に資本が介在している場合は、メジャーは提携や流通の効率化により規模を追求し、インディーズはメジャーと異なる手段を追求することが多い。そのため結果としてニッチ（少数派）を対象とすることが多い。

## 文化・芸術分野のインディーズ
- 音楽：音楽の商業活動において、大手制作会社に所属しない会社、及びそのアーティストを指す（後述）。ロックのスティッフ・レコード[3]、2トーン・レコードなどが知られている。
- 映画：自主映画を参照（欧米に置ける事情は後述）。日本で同名の映画制作会社が存在する。
- 演劇：劇団四季や宝塚歌劇団のような商業主義演劇や、新劇のような伝統演劇に対して、寺山修司の天井桟敷や黒テントなどのアングラ劇団を指す。
- 舞踊：クラシックバレエや伝統的な日本舞踊に対して、コンテンポラリー・ダンスや暗黒舞踏などのカンパニーが存在する。
- アダルトビデオ：自主規制作品。一般的には ビデ倫・ソフ倫の審査を受けていないアダルトビデオメーカーおよび作品を指す。ただし、アダルトビデオの売上高1位（北都）、2位（ソフト・オン・デマンド）のメーカーが「インディーズ」であり、市場のシェアでもビデ倫・ソフ倫を上回っていることから、「マイナー」という意味合いはない。

- お笑い芸人：大手事務所に属さないインディーズ系のお笑いライブがあるほか、2000年代初頭に、東京芸人たち自身が会場を借りて独自にライブを主催するムーブメントが起き、自主興行のことは「地下ライブ」、出る芸人たちは「地下芸人」と呼ばれるようになった[4]。地下ライブに参加する芸人はチケットノルマ制である[5]。マヂカルラブリーがM-1グランプリ2020で優勝するなど、近年は地下芸人のメジャーシーンへの進出が注目されている[6]。

## その他のインディーズ
- ファッション：独自デザインの衣服・宝飾品を既存の会社・流通ではなく自店やインターネットなどで販売するデザイナーのブランドを指す。
- 政治：大政党に所属しない諸派・無所属の独立系選挙候補者（すなわち泡沫候補）をインディーズ候補と呼ぶこともある。
- プロレス：中小規模のプロレス団体。日本では大仁田厚が設立したFMWの成功以降、全国に次々と旗揚げされる。地域密着などメジャーとは一線を画した独自の機軸を打ち出している団体が多いのが特色。広義ではメジャー団体（日本では新日本・全日本・NOAH、米国ではWWE、メキシコではCMLL・AAA）以外をまとめてインディー、インディーズと呼ぶ。2020現在ではインディー団体であるDDTが国内第2位的地位にあり、独立団体の意味合いが強い。
- プロ野球：NPB、もしくはMLBに属さない独立リーグ球団。インディペンデントリーグ。類似用語のマイナーリーグは意味合いが異なる。
- IT関連：IT・ソフトウェアハウスなどのIT企業はインディーズというよりも「ベンチャー企業」と呼ぶ。独立したIT企業などを、独立系IT企業または独立系ソフトウェアハウス、ISVなどと呼ぶ。富士ソフトなどがこれにあたる。
- コンピュータゲーム：個人もしくは同人規模の企業開発のゲーム。インディーゲームとも。
- 書店：独立系書店。

## 映画・音楽産業におけるインディーズ
大企業のレコード会社やその系列会社はメジャー・レーベル、中小企業のレコード会社はインディーズ・レーベルと呼称される。

### 欧州・北米
欧米の映画業界における「インディーズ」とは、ハリウッドのメジャー映画スタジオ5社（ディズニー、ソニー・ピクチャーズ、パラマウント映画、ユニバーサル映画、ワーナー・ブラザース）の傘下に属していない会社を指す。
また世界の音楽業界における「メジャー・レーベル」とは、一般的に世界の音楽市場の売上高で、全体のシェアの70%（アメリカ市場では85%）を占め、「ビッグ・スリー」と呼ばれるユニバーサルミュージック（34%+旧EMI7%）、ソニー・ミュージックエンタテインメント（28%）、ワーナー・ミュージック・グループ（16%）の3大レーベルを「メジャー・レーベル」と呼び指し、それ以外のレコード会社を「インディーズ・レーベル」と呼ぶことが多い。1990年代ではワーナーミュージックグループ、EMI、ソニー、BMG、ユニバーサル・ミュージック・グループ、ポリグラムの6大レーベルが世界的なシェアを占めていたが、その後合併や買収などを繰り返し、現在の三大レーベルとなった。
音楽産業・映画産業のような新しいもの、新鮮なものを消費者が常に求める業種においては、メジャー・レーベルの音楽・映画のみが売れ続けることは難しい。メジャーの取り揃える楽曲やアーティストが固定化したり、目新しさがなくなったりして消費者を満足させられなくなると、売り上げが下がってしまう。
特にアメリカの映画・音楽産業は販路が多国間に広がることが多いため、アメリカ国内の地域・民族差、世界での地域・民族差を利用して、販売時期・上映時期に差（タイムラグ）を作ってみたり、アーティストのツアーや俳優の販売促進ツアーなどで売り上げを平坦化させたりして、質の変化があっても業績の維持を図ることが出来る。
アメリカにおけるインディーズ・レーベルの歴史で重要な会社に、アトランティック・レコードやチェス・レコード がある。黒人向けのレイス・ミュージック（人種の音楽）としてメジャー・レーベルが避けていたリズム・アンド・ブルースや、ロックンロールなどの音楽を積極的に取り上げ、アメリカ全土でポピュラー音楽としての地位を固めることに成功した。アトランティックには、ルース・ブラウンらが、チェスにはチャック・ベリーやマディ・ウォーターズなどがいた。他にもスタックス・レコード、モータウン・レコードをはじめとするインディーズ・レーベルが、多くのヒット曲をリリースした。
この後も欧米ではエルヴィス・コステロらが在籍したスティッフ・レコードやスペシャルズらが在籍した2トーン・レコードなど有力なインディーズ・レーベルが誕生し、メジャー/マイナーという垣根は低いものとなっている。IFPIの報告によると、インディーズ・レーベルによる音楽関連の売上高は全体の28.4%に達している（2005年8月）。
映画界においては、制作費を出資・調達するプロデューサーや映画会社などの圧力を避けるために自己資金で製作を行うことがある。その最も極端な例が『スター・ウォーズ』シリーズで知られるジョージ・ルーカスで、キャラクタービジネスで巨万の富を築いた彼は、『SW』新3部作では制作費を自ら出資、製作において絶対的な権限を握ったことから、「世界で最も贅沢なインディーズ映画」と言われている。

### 日本のインディーズ
日本の音楽業界における「インディーズ・レーベル」とは、日本レコード協会に加盟する「メジャー・レーベル」のレコード会社と対比する形で、同協会に加盟していない独立系レーベルを指す。
なお、日本の音楽業界で「インディーズ」という用語が一般化するのは1980年代以降で、それまでは「自主制作盤」などと呼ばれていた。

#### 日本のインディーズ・レーベルの特徴
流通形態
日本の音楽流通においては、レコード店などの小売店での販売条件として、メジャー・レーベルは多くの商品で返品を受け付けるが、インディーズ・レーベルは商品の返品を受けない買い切り（売り切り）、あるいは委託販売といった形態を取ることもある。
日本のインディーズ・レーベルのCD流通経路は、CDショップなど小売店への直接交渉、ライブ会場などでの手売りやミュージシャンによる直接通販、同人音楽の場合はコミックマーケットやM3といった同人即売会での出展といった小規模のものから、ダイキサウンドやSPACE SHOWER MUSICといったディストリビューターへの販売委託、あるいはタワーレコードによるT-Palette Recordsのように全国的に流通可能なものまで含まれる。
また、上記メジャー・レーベルがインディーズ・レーベルに業務委託をすることにより、メジャー・レーベルが販促、営業、流通機能を担う場合がある。その場合、レーベルがインディーズ扱いであっても「メジャー流通」と呼ばれる場合がある。
ブームの変遷
日本の音楽産業は、全て日本語によって歌詞が制作されている、あるいは日本語が歌詞の相当割合を占める楽曲が多いため、その販路の大半が日本国内（または日本人）であり、英語やスペイン語で製作された海外レーベルのコンテンツの様な時差や情報の広範な拡散を巧みに利用した業績維持による営業戦略は困難である。そのため、日本のメジャー・レーベルには、ジャンル単位で売り上げが急激に上昇してゆく時期と、対照的に売り上げが一気に低迷し販売実績が悪化する時期が発生しやすい。また、これに応じてメジャーとインディーズの間で短期間で多くの人材・バンドの流入流出や消長盛衰が起きる。
ジャンル単位で見た業績の急落や市場の急激な縮小は、数年間に渡り急激に伸びたセールス実績がピークを迎えた直後から、数年後までに起きることが多い。例としては、1960年代後半のテンプターズやタイガース、スパイダース、ゴールデン・カップスなどのグループ・サウンズがあげられ、ブームは数年で終焉した。
ある特定の音楽ジャンルで業績が伸びブームや「黄金時代」が到来すると、メジャー・レーベル各社の経営資源や資金・人材が同じジャンルに集中的に投入され、2匹目のドジョウを狙った類似アーティスト・楽曲が次々と登場して乱立状態となる。この中では「質より量」という風潮が見られることも多々あり、短期間で市場は供給過多の様相を示していく。そうなると、メジャー・レーベルが供給する膨大な量の同種の音楽が次第にマンネリ化し消費者が聞き飽きてしまい、売り上げの低下が起き、その後を年単位の長期スパンで見ていくと最終的には俗に「冬の時代」「暗黒時代」などと形容される市場低迷期に至る。この「冬の時代」が到来した時、一時のブームに乗ってメジャー・レーベルと契約した者が次々に契約を打ち切られたり、あるいは契約満了後に契約を継続できないなどの事態に陥ることが多分に起きる。その経緯はいずれにしても、メジャー・レーベルとの販売契約を失ったバンド・ミュージシャンの少なからぬ割合が、音楽活動と新作発表を継続するためにインディーズ・レーベルへの移行を行うことになる。
なお、1990年代のヴィジュアル系のブームは、X（現・X JAPAN）のエクスタシーレコードやCOLORのフリーウィルの成功をモデルケースにした数多くのヴィジュアル系専門インディーズ・レーベルの存在が背景になったブームであった。その為、ヴィジュアル系ではブーム到来と共にそのままバンドが立て続けにメジャーデビューを果たすのではなく、バンドの登場と並行してインディーズ・レーベルの乱立が起きた。ただし、これもブームの終焉とともに市場が縮小したことは同様で、多くのレーベルが消滅・整理の道を辿った。
インターネット普及以後に台頭してきたネットレーベルも、知名度や活動規模を考えるとインディーズ・レーベルに属すると言える。2010年代からは無料で音楽を公開するネットレーベルがインディーズシーンに台頭し、インディーズシーンにおいてインターネットを介して無料で作品を流通させる例も増えている。

### 欧米と日本のインディーズの違い
日本の音楽におけるインディーズは、「有名でないアーティストが属するメジャーへの踏み台」であり、「メジャー・レーベルデビューでプロのアーティストとしてようやく一人前」とみなされる風潮が強く、そのためにアーティストはメジャー・レーベルデビューを夢見て音楽活動をしている例がしばしば見られる。しかしながら、欧米においてはこの価値観は評価されないこともある。
音楽は基本的にはアートの一分野であり、難解な音楽、実験的な音楽、ルーツミュージックなどのニッチな音楽を志向するアーティストも数多く存在する。しかし、これらの音楽はその評価とは裏腹に商業的な成功には恵まれないことがほとんどであり、資本の最大化を主眼としているメジャーの音楽会社においては、当然ながらこれらの売れないアーティストがその傘下で音楽を作ることを許されるのは稀有な例となる。
よって、これらのアーティストはアンダーグラウンドにおいてインディーズ・レーベルに所属し、その創作活動を続ける場合が多い。これらの背景から、インディーは「メジャーへの踏み台」としてではなく、「個性的な」音楽を志向するアーティストが存在し得る場」として、一つの唯一的な地位を有している。
日本ではメジャーデビューしたアーティストでも歌詞に問題があるなどで、メジャーで出せなかった場合にはインディーズで出すこともある。また、かつてメジャーデビューしていたアーティストが、音楽活動から遠ざかって数年若しくは数十年を経て音楽活動を再開する時にメジャーではなく、インディーズで再開したり、メジャーのアーティストがレコード会社の方針に不満を抱いたり、自由な活動をしたいといったことから個人事務所などでレーベルを立ち上げてインディーズで活動する者がいる。
更に、1968年には「ザ・フォーク・クルセダーズ」が自主制作で出していたアルバム『ハレンチ』に収録されていた「帰って来たヨッパライ」が、ラジオの深夜放送で頻繁にオンエアされ、EMIミュージックジャパン（当時の東芝音楽工業）が『ハレンチ』収録のオリジナルマスターでシングル盤を発売し、同グループが1年間の期限付きではあったが、メジャーデビューした。インディーズの音源がそのまま、メジャーで発売された例である。
1960年代後半から1970年代前半には、アルバムをインディーズから出すフォーク、ロックのアーティストが増加し始めた。当時のフォークの代表的なインディーズ・レーベルとしては、URCレコードやベルウッド・レコード、エレック・レコードなどがあげられる。

### インディー・ロック
欧米、および日本ではロックミュージックの分野において、インディー・ロックとされるジャンルが存在する。
このジャンルは、額面通りインディーズ・レーベルに属しているミュージシャンのみを対象としているというわけではなく、志向がインディーズ的（利潤追求から独立的で、アートを強く追求する）な意味を持って扱われている。
1998年11月に、フリーウィルと契約をしているDIR EN GREYが、「-I'll-」でインディーズ史上最高記録（当時）を樹立。その後インディーズ初の日本武道館公演を実現した。2001年にMONGOL800が発表した『MESSAGE』が、国内のインディーズ最高の280万枚を記録する。その後、HYやDef Tech、ELLEGARDEN、the GazettE、シドなどといった、インディーズ・アーティストが相次いでヒットを記録しているため、かつてに比べれば「メジャー予備軍」としての意味合いは幾分だが、薄れては来ている。ただし、資本や流通やアーティスト関係などでメジャーと繋がっている（メジャー・レーベルが自社アーティストとして登用する前に、インディーズでどれくらいの人気、売り上げが期待できるのかを目算した上で、初めてメジャーに移行させるというシステムを取っている）ところも少なくないので、インディーズの概念として曖昧な部分も多い。
国内外を問わず、インディーズ・レーベルの一部はメジャーレーベルと共同で、または許諾を得てメジャー系アーティストの旧作を再発している。他のインディーズ・レーベルの旧作の再発も行う場合がある。そうしたインディーズ・レーベルの中には再発専門のレーベルが存在する。

### 主要なインディーズ音楽レーベル
※日本国内の企業の場合、日本レコード協会会員企業、ドラマ・ラジオCDの類を専門的に発売している企業、放送事業者が直接所有するレーベルは除外している。
※以下の他、ネットレーベル一覧のリストも参照。 
- 2トーン・レコード
- Aaron field
- A-CUE RECORDS
- Art Stone Records International
- Artists House(USA)
- Bad News Records
- BENTEN
- Bear Family Records(BRD)
- BIG UP! - デジタルディストリビューター
- Billboard JAPAN Records
- B.P.RECORDS - ビーフォレストのレーベル部門
- Buzzword Records
- BYGレコード(FR)
- CAFFEINE BOMB RECORDS
- CAPTAIN HAUS RECORDINGS
- CD BABY - デジタルディストリビューター
- Cute Melancholy Records（キュート・メランコリー・レコード）
- Da.Me.Records
- Delicious Vinyl(USA)
- DIW - ディスクユニオンのレーベル部門
  - My Best! Records
- Dial Records(USA)
- Diverse System
- ESPディスク・レコード
- FAN'S MUSIC - デジタルディストリビューター
- Frekul - デジタルディストリビューター
- GARURU RECORDS
- Grace Notes Records
- Heart-Voice Records
- HMJM Records
- JULIE LABEL
- KADOKAWA
  - 角川アーキテクチャ
  - メディアファクトリー
- Karen T
- LANDR - デジタルディストリビューター
- LIKE IT MUSIC
- loversoul music&associates
- Modern Records(USA)
- MONSTAR.FM - デジタルディストリビューター
- Night De Light Music
- NOT NOW MUSIC(UK)
- One-Coin records
- OTODAMA RECORDS
- OTOTOY - デジタルディストリビューター。（ストリーミングではなく）ダウンロード配信でのリリースを行っている。
- Pヴァイン
- PIZZA OF DEATH RECORDS
- PSFレコード
- ROSE RECORDS
- ROUTER.FM - デジタルディストリビューター
- Second Royal Records
- SOUND STAGE 7(USA)
- SPACE SHOWER MUSIC
  - BounDEE（バウンディ）
  - Cabron Music
  - eninal
  - felicity
  - NEWHERE MUSIC
  - Smile19
- Steelpan Records
- STEREO RECORDS
- Sugar Hill Records(USA) - ヒップホップ・ラップを主としたレーベル。
- Sugar Hill Records(USA)  - フォーク・ブルースを主としたレーベル。
- Sunset Records(UK)
- SYUN - ディスクユニオンのレーベル部門
- THIRTY THREE RECORD
- TNX
- Trojan Records(UK)
- Trumpet Records(USA)
- TuneCore Japan - デジタルディストリビューター
- UKプロジェクト
- UP-FRONT INDIES
- URCレコード
- VIVID SOUND（ヴィヴィッド・サウンド）
- Wix Music - デジタルディストリビューター
- Yazoo Records(USA)
- YOUNG RECORDS
- Youthsource records
- アース・スター レコード
  - スマイラル・アニメーション/スマイラル・レコード（トップ・マーシャル）
- アラディン・レコード(USA)
- インペリアル・レコード(USA)
- ウナマスレーベル
- エース・レコード(USA)
- エクセロ・レコード(USA)
- エレックレコード
- オルタナティブ・テンタクルズ・レコード(USA)
- カクバリズム
- キル・ロック・スターズ・レコード(USA)
- キング・レコード(USA)
- コールド・チリン・レコード(USA)
- ゴールドワックス・レコード(USA)
- コドモメンタルINC.
- サヴォイ・レコード(USA)
- サブ・ポップ(USA)
- 残響レコード
- サンライトレコード
- サン・レコード(USA)
- シルバーレコード
- スタジオ・ワン(JAM)
- スタックス・レコード(USA)
- スティッフ・レコード(UK)
- スペシャルティ・レコード(USA)
- 術ノ穴
- ダイキサウンド
- タワーレコード
  - bounce records
  - sparkjoy records
  - T-Palette Records
  - タワーレコードミュージック
- 地球レコード
- チェス・レコード(USA)
- チェリー・レッド・レコード(UK)
- チャーリー・レコード(UK)
- つばさレコード
- ナゴムレコード
- 人間大學レコード
- ハイ・レコード(USA)
- ハイラインレコーズ
- 箱レコォズ
- ハピネット音楽制作部
- フィラデルフィア・インターナショナル・レコード(USA)
- ブルー・サム・レコード(USA)
- ブルー・ノート・レコード(USA)
- ベルウッドレコード
- マーベラス
- ユークリッド・ミュージックエンタテインメント
- ラウンダー・レコード(USA)
- ラフ・トレード・レコード(UK)
- ローソンエンタテインメント(HMV record shop)
  - Mastard Records

### 元インディーズ音楽レーベル
- アトランティック・レコード
- アイランド・レコード
- エレクトラ・レコード
- モータウン